# Jerka
Jerka  (mađ. Felsőerek) je selo u jugoistočnoj Mađarskoj.

## Zemljopisni položaj
Rislak je zapadno, jezero Szelid i naselje Szeliditopart su sjeverozapadno, Szentkirály je istočno, Alsóerek je južno, Kmara je jugozapadno.

## Upravna organizacija
Upravno pripada kalačkoj mikroregiji u Bačko-kiškunskoj županiji. Poštanski broj je 6336. Pripada naselju Kmari, a s njom su u Kmari još ova odvojena sela: Alsóerek (Duolnja Jerka), Gubelja (mađ. Gombolyag), Ovamna Tinja ("Ovamna" znači "prema ovamo, bliža", mađ. Kistény), Tinja (mađ. Öregtény) i još neka.

## Stanovništvo
U Jerci je prema popisu 2001. živilo 108 stanovnika.